# Luis Felipe Gallardo Martín del Campo
Luis Felipe Gallardo Martín del Campo SDB (* 12. Dezember 1941 in Irapuato, Mexiko) ist ein mexikanischer Ordensgeistlicher und emeritierter römisch-katholischer Bischof von Veracruz.

## Leben
Luis Felipe Gallardo gehört der Ordensgemeinschaft der Salesianer Don Boscos an und empfing am 22. Dezember 1967 das Sakrament der Priesterweihe.
Am 16. Dezember 2000 ernannte ihn Papst Johannes Paul II. zum Prälaten der Territorialprälatur Mixes. Der Erzbischof von Antequera, Héctor González Martínez SDB, spendete ihm am 24. Februar 2001 die Bischofsweihe; Mitkonsekratoren waren der Bischof von Lurín, José Ramón Gurruchaga Ezama, und der emeritierte Prälat der Mixe, Braulio Sánchez Fuentes SDB. Am 8. Mai 2006 ernannte ihn Papst Benedikt XVI. zum Bischof von Veracruz.
Papst Franziskus nahm am 12. November 2018 seinen altersbedingten Rücktritt an.